# Аритметика
Аритметика (од грчког ἀριθμός arithmos, "број") грана је математике која бележи основне особине одређених операција са бројевима. Аритметика је елементарни део теорије бројева, и теорија бројева се сматра једним од основних нивоа поделе модерне математике, заједно са алгебром, геометријом, и анализом. Термина аритметика и виша аритметика су кориштени до почетка 20. века као синоними за теорију бројеви и понекад се још увек користе као назив за шири део теорије бројева.
Постоје четири операције: сабирање, одузимање, множење и дељење, иако се понекад овде уврштавају и напредније операције, као што су дизање на квадрат (квадрирање) и вађење корена (кореновање). У аритметици постоји првенство операција где множење и дељење имају предност над сабирањем и одузимањем. Стављањем у заграде, које имају предност у односу на друге операције, је могуће променити редослед израчунавања у изразима.
Аритметика природних, целих, рационалних (у облику разломака) и реалних бројева (који имају децимале) обично се учи у основној школи. Тада се учи и процентни рачун, односно представљање бројева помоћу постотака. Ипак, већина одраслих ослања се на калкулаторе, рачунаре или абакусе да би израчунала аритметичке операције.
Појам „аритметика“ користи се и за основну теорију бројева; у том контексту се појављују и Основна теорема аритметике и аритметичке функције.

## Историја
Преисторија аритметике је ограничена на мали број артефаката који могу да индицирају постојање концепата сабирања и одузимања. Најпознатији је Ишанго кост из централне Африке, која потиче и периода између 20.000 и 18.000 п. н. е, мада је њена интерпретација спорна.
Најранији писани рекорди индицирају да су Египћани и Вавилонци користили све елементарне аритметичке операције још пре 2000. п. н. е. Ови артефакти не откривају увек специфичан процес који је кориштен за решавање проблема, мада карактеристике датог нумеричког система снажно утичу на комплексност метода. Хијероглифски систем Египатских бројева, као и каснији римски бројеви, изведени су из белешки кориштених за пребројавање. У оба случаја, такво порекло је довело до вредности које се користе у децималној основи, али позициона нотација није обухваћена. Комплексни прорачуни са римским цифрама се могу спровести уз помоћ бројчанице или римског абакуса.
Рани бројевни системи који су обухватали позициону нотацију нису били децимални. Примери таквих система су сексагезимални (основа 60) систем за вавилонске бројеве и вигезимални (основа 20) систем који су дефинисали мајански бројеви. Захваљујући концепту места и вредности, могућност поновне употребе истих цифара за различите вредности допринела је развоју једноставнијих и ефикаснијих метода рачунања.
Континуални историјски развој модерне аритметике започео је са Хеленистичком цивилизацијом античке Грчке, мада она потиче из знатно каснијег периода од Вавилонских и Египатских примера. Пре радова Еуклида око 300 п. н. е, грчке студије математике су се преклапале са филозофским и мистичким веровањима. На пример, Никомах је сумирао гледиште ранијег питагорејског приступа бројевима, и њихових међусобних релација, у свом раду Увод у аритметику.
Грчке бројеве су користили Архимед, Диофантус и други у позиционој нотацији која се пуно не разликује од данашње. Пошто је античким Грцима недостајао симбол за нулу (до Хеленистичког периода), они су користили три засебна сета симбола. Један сет за јединично место, један за десетично место, и један за стотине. Затим за место хиљада они би поново користили симболе за јединично место, и тако даље. Њихов алгоритам сабирања је био идентичан данашњем, и њихов алгоритам множења се само незнатно разликовао. Њихов алгоритам дељења је био исти, и алгоритам квадратног корена, који се некад предавао у школама, је био познат Архимеду, а могуће је и да га је он изумео. Он га је преферирао у односу на Херонов метод сукцесивних апроксимација зато што кад се једном израчунају цифре оне се више не мењају, и квадратни корени перфектних квадрата, као што је 7485696, би се непосредно завршавали, попут 2736. За бројеве са фракционим делом, као што је 546,934, они су користили негативни степен од 60 уместо негативног степена од 10 за фракциони део 0,934.
Антички Кинези су унапредили аритметичке студије почевши од времена династије Шанг и током династије Танг, од основних бројева до напредне алгебре. Антички Кинези су користили позициону нотацију сличну оној коју су користили Грци. Пошто им је недостајао симбол за нулу, они су имали један сет симбола за јединично место, и други сет за место десетица. За место стотина они су поново користили симболе јединичног места, и тако даље. Њихови симболи су били базирани на древним бројевним штапићима. Питање тачног одређивања времена када су Кинези почели да рачунају са позиционом репрезентацијом је компликовано, али се зна да је то дефинитивно било пре 400. п. н. е. Антички Кинези су први открили, разумели и применили негативне бројеве, као што је објашњено у Девет поглавља о математичкој вештини (Jiuzhang Suanshu), што је рад аутора Љу Хуи.
Постепеним развојем хинду–арапских бројева независно је развијен вредносно позициони концепт и позициона нотација, који комбинују једноставније методе за рачунање са децималном основом и употребом цифре за 0. Тиме је формиран систем за конзистентну репрезентацију великих и малих целих бројева. Тај приступ је временом заменио све друге системе. У раном 6. веку, индијски математичар Арјабхата је инкорпорирао постојећу верзију тог система у свој рад, и експериментисао је са различитим нотацијама. У 7. веку, Брамагупта је успоставио употребу симбола 0 као засебног броја и утврдио резултат множења, дељења, сабирања и одузимања нуле и свих других бројева, изузев резултата дељења нулом. Његов савременик, сиријски епископ Северус Себокхт (650.) је изјавио, „Индијци поседују метод рачунања који ни једна реч не може довољно похвалити. Њихов рационални систем математике, или њихов метод рачунања. Мислим да систем користи девет симбола.” Арапи су исто тако знали за овај нови метод и називали су га хесаб.
Мада је Кодекс Вигиланус описао једну рану форму арапских бројева (без нуле) до 976, Леонардо од Пизе (Фибоначи) је првенствено одговоран за ширење њихове употребе у Европи, након објављивања његове књиге Liber Abaci 1202. године. Он је писао, „Метод Индијаца (латински Modus Indoram) превазилази били који други метод рачунања. То је изванредан метод. Они врше своја израчунавања користећи девет цифара и симбол нулу”. У средњем веку, аритметика је била једна од седам либералних уметности предаваних на универзитетима.
Напредна алгебра средњовековног исламског света и ренесансне Европе је проистекла из енормног поједностављења рачунања применом децималне нотације. Разни типови оруђа су измишљени и широко кориштени као помагала у нумеричким прорачунима. Пре ренесансе, постојали су различити типови абакуса. Примери из ближе прошлости обухватају логаритмаре, номограме и механичке калкулаторе, као што је паскалина. У данашње време, сви ти уређаји су замењени електронским калкулаторима и рачунарима.

## Аритметичке операције
Основне аритметичке операције су сабирање, одузимање, множење и дељење, мада овај предмет обично обухвата и напредније операције, као што је манипулација процентима, квадратним коренима, степеновање, и логаритамске функције. Аритметика се изводи у складу са редоследом операција. Било који сет објеката на коме се све четири аритметичке операције (изузев дељења нулом) могу извршити, и где су те операције подложне уобичајеним законима, назива се поље.

### Сабирање
Сабирање је основна рачунска операција аритметике. У свом најједноставнијем облику, сабрати два броја значи наћи број {\displaystyle a+b}
Примери
{\displaystyle 2+2=4}
{\displaystyle 3+5=8}
Могу се сабрати више од 2 броја. То укључује сабирање бесконачно много бројева. Сабирање броја {\displaystyle 1} с неким бројем је најосновнији облик бројања.
Сабирањем броја {\displaystyle 0} и неког броја добијамо тај број.
{\displaystyle 5+0=5}
{\displaystyle 0} је неутрални елемент за сабирање
Сабирањем 2 супротна броја добијамо број 0.
{\displaystyle 8+(-8)=0}
То је инверзан елемент за сабирање.
Важи закон комутације
{\displaystyle {\begin{cases}3+4=7\\4+3=7tj\\3+4=4+3=7\end{cases}}}
Важи закон асоцијације
{\displaystyle {\begin{cases}(2+3)+5=5+5=10\\2+(3+5)=2+8=10tj\\(2+3)+5=2+(3+5)=10\end{cases}}}
Сабрати се може и геометријски, као у следећем примеру:
Ако постоје два штапића дужине {\displaystyle 2} и {\displaystyle 5} и ако се ставе један за другим, тако да се крај првог поклапа са почетком другог штапића, добија се штап чија је дужина
{\displaystyle 2+5=7}.

### Одузимање
Одузимање је инверзна операција од сабирања. Резултат ове операције је разлика. Одузети број {\displaystyle b} од броја {\displaystyle a} значи наћи број
{\displaystyle a-b} односно значи наћи збир бројева {\displaystyle a} i {\displaystyle (-b)}. То се записује са
{\displaystyle a-b=a+(-b)}
Постоје следећи случајеви
- Ако је {\displaystyle a<b}, онда је {\displaystyle a-b<0,}
- Ако је {\displaystyle a>b}, онда је {\displaystyle a-b>0}
- Ако је {\displaystyle a=b}, онда је {\displaystyle a-b=0}

За одузимање не важи закон комутације, а ни асоцијације.

### Множење
Множење је друга основна рачунска операција аритметике. Помножити 2 броја значи наћи број
{\displaystyle a*b}, а то је
{\displaystyle a\times b=\underbrace {b+\cdots +b} _{a}}
Пример
{\displaystyle 3*4=4+4+4=12}
За множење важи закон комутације
{\displaystyle {\begin{cases}2*6=6+6=12\\6*2=2+2+2+2+2+2=12tj\\2*6=6*2=12\end{cases}}}
и асоцијације
{\displaystyle {\begin{cases}(2*3)*4=6*4=24\\*(3*4)=2*12=24tj\\(2*3)*4=2*12=24\end{cases}}}
Ако се број {\displaystyle a} помножи са {\displaystyle 1} (неутрални елемент), добија се број {\displaystyle a}
{\displaystyle 6*1=6}
Ако се број {\displaystyle a} помножи са реципрочном вредности броја {\displaystyle a}, добија се број {\displaystyle 1}.
{\displaystyle 6*6^{-1}=1}
Ово је инверзан број.
Било који број може имати реципрочну вредност осим {\displaystyle 0}.

#### Таблица множења
| ×  | 1  | 2  | 3  | 4   | 5   | 6   | 7   | 8   | 9   | 10  | 11  | 12  | 13  | 14  | 15  | 16  | 17  | 18  | 19  | 20  | 21  | 22  | 23  | 24  | 25  |
| -- | -- | -- | -- | --- | --- | --- | --- | --- | --- | --- | --- | --- | --- | --- | --- | --- | --- | --- | --- | --- | --- | --- | --- | --- | --- |
| 1  | 1  | 2  | 3  | 4   | 5   | 6   | 7   | 8   | 9   | 10  | 11  | 12  | 13  | 14  | 15  | 16  | 17  | 18  | 19  | 20  | 21  | 22  | 23  | 24  | 25  |
| 2  | 2  | 4  | 6  | 8   | 10  | 12  | 14  | 16  | 18  | 20  | 22  | 24  | 26  | 28  | 30  | 32  | 34  | 36  | 38  | 40  | 42  | 44  | 46  | 48  | 50  |
| 3  | 3  | 6  | 9  | 12  | 15  | 18  | 21  | 24  | 27  | 30  | 33  | 36  | 39  | 42  | 45  | 48  | 51  | 54  | 57  | 60  | 63  | 66  | 69  | 72  | 75  |
| 4  | 4  | 8  | 12 | 16  | 20  | 24  | 28  | 32  | 36  | 40  | 44  | 48  | 52  | 56  | 60  | 64  | 68  | 72  | 76  | 80  | 84  | 88  | 92  | 96  | 100 |
| 5  | 5  | 10 | 15 | 20  | 25  | 30  | 35  | 40  | 45  | 50  | 55  | 60  | 65  | 70  | 75  | 80  | 85  | 90  | 95  | 100 | 105 | 110 | 115 | 120 | 125 |
| 6  | 6  | 12 | 18 | 24  | 30  | 36  | 42  | 48  | 54  | 60  | 66  | 72  | 78  | 84  | 90  | 96  | 102 | 108 | 114 | 120 | 126 | 132 | 138 | 144 | 150 |
| 7  | 7  | 14 | 21 | 28  | 35  | 42  | 49  | 56  | 63  | 70  | 77  | 84  | 91  | 98  | 105 | 112 | 119 | 126 | 133 | 140 | 147 | 154 | 161 | 168 | 175 |
| 8  | 8  | 16 | 24 | 32  | 40  | 48  | 56  | 64  | 72  | 80  | 88  | 96  | 104 | 112 | 120 | 128 | 136 | 144 | 152 | 160 | 168 | 176 | 184 | 192 | 200 |
| 9  | 9  | 18 | 27 | 36  | 45  | 54  | 63  | 72  | 81  | 90  | 99  | 108 | 117 | 126 | 135 | 144 | 153 | 162 | 171 | 180 | 189 | 198 | 207 | 216 | 225 |
| 10 | 10 | 20 | 30 | 40  | 50  | 60  | 70  | 80  | 90  | 100 | 110 | 120 | 130 | 140 | 150 | 160 | 170 | 180 | 190 | 200 | 210 | 220 | 230 | 240 | 250 |
| 11 | 11 | 22 | 33 | 44  | 55  | 66  | 77  | 88  | 99  | 110 | 121 | 132 | 143 | 154 | 165 | 176 | 187 | 198 | 209 | 220 | 231 | 242 | 253 | 264 | 275 |
| 12 | 12 | 24 | 36 | 48  | 60  | 72  | 84  | 96  | 108 | 120 | 132 | 144 | 156 | 168 | 180 | 192 | 204 | 216 | 228 | 240 | 252 | 264 | 276 | 288 | 300 |
| 13 | 13 | 26 | 39 | 52  | 65  | 78  | 91  | 104 | 117 | 130 | 143 | 156 | 169 | 182 | 195 | 208 | 221 | 234 | 247 | 260 | 273 | 286 | 299 | 312 | 325 |
| 14 | 14 | 28 | 42 | 56  | 70  | 84  | 98  | 112 | 126 | 140 | 154 | 168 | 182 | 196 | 210 | 224 | 238 | 252 | 266 | 280 | 294 | 308 | 322 | 336 | 350 |
| 15 | 15 | 30 | 45 | 60  | 75  | 90  | 105 | 120 | 135 | 150 | 165 | 180 | 195 | 210 | 225 | 240 | 255 | 270 | 285 | 300 | 315 | 330 | 345 | 360 | 375 |
| 16 | 16 | 32 | 48 | 64  | 80  | 96  | 112 | 128 | 144 | 160 | 176 | 192 | 208 | 224 | 240 | 256 | 272 | 288 | 304 | 320 | 336 | 352 | 368 | 384 | 400 |
| 17 | 17 | 34 | 51 | 68  | 85  | 102 | 119 | 136 | 153 | 170 | 187 | 204 | 221 | 238 | 255 | 272 | 289 | 306 | 323 | 340 | 357 | 374 | 391 | 408 | 425 |
| 18 | 18 | 36 | 54 | 72  | 90  | 108 | 126 | 144 | 162 | 180 | 198 | 216 | 234 | 252 | 270 | 288 | 306 | 324 | 342 | 360 | 378 | 396 | 414 | 432 | 450 |
| 19 | 19 | 38 | 57 | 76  | 95  | 114 | 133 | 152 | 171 | 190 | 209 | 228 | 247 | 266 | 285 | 304 | 323 | 342 | 361 | 380 | 399 | 418 | 437 | 456 | 475 |
| 20 | 20 | 40 | 60 | 80  | 100 | 120 | 140 | 160 | 180 | 200 | 220 | 240 | 260 | 280 | 300 | 320 | 340 | 360 | 380 | 400 | 420 | 440 | 460 | 480 | 500 |
| 21 | 21 | 42 | 63 | 84  | 105 | 126 | 147 | 168 | 189 | 210 | 231 | 252 | 273 | 294 | 315 | 336 | 357 | 378 | 399 | 420 | 441 | 462 | 483 | 504 | 525 |
| 22 | 22 | 44 | 66 | 88  | 110 | 132 | 154 | 176 | 198 | 220 | 242 | 264 | 286 | 308 | 330 | 352 | 374 | 396 | 418 | 440 | 462 | 484 | 506 | 528 | 550 |
| 23 | 23 | 46 | 69 | 92  | 115 | 138 | 161 | 184 | 207 | 230 | 253 | 276 | 299 | 322 | 345 | 368 | 391 | 414 | 437 | 460 | 483 | 506 | 529 | 552 | 575 |
| 24 | 24 | 48 | 72 | 96  | 120 | 144 | 168 | 192 | 216 | 240 | 264 | 288 | 312 | 336 | 360 | 384 | 408 | 432 | 456 | 480 | 504 | 528 | 552 | 576 | 600 |
| 25 | 25 | 50 | 75 | 100 | 125 | 150 | 175 | 200 | 225 | 250 | 275 | 300 | 325 | 350 | 375 | 400 | 425 | 450 | 475 | 500 | 525 | 550 | 575 | 600 | 625 |

### Дељење
Дељење је инверзна рачунска операција множењу. Није дефинисано дељење бројем {\displaystyle 0}. Поделити два броја значи наћи број {\displaystyle a:b} односно наћи производ броја {\displaystyle a} и реципрочне вредности броја {\displaystyle b}.
То значи
{\displaystyle a:b=a*b^{-1}}
Постоје случајеви
- За {\displaystyle a>b=>a:b>1}
- За {\displaystyle a<b=>a:b<1}
- За {\displaystyle a=b=>a:b=1}

Не важи закон комутације, а ни асоцијације. За дељење написано као производ важе све особине које важе за множење.

## Децимална аритметика
Све врсте записа бројева могу се записати децималним записом. На пример запис броја {\displaystyle 507,36} је: {\displaystyle (507,36)_{10}=5*10^{3}+0*10^{2}+7*10+3*10^{-1}+6*10^{-2}}. Овај запис бројева обухвата сва правила аритметичких операција: {\displaystyle 2.34\times 10^{-5}+5.67\times 10^{-6}=2.34\times 10^{-5}+0.567\times 10^{-5}=2.907\times 10^{-5}}
Децимална репрезентација се ексклузивно односи, у обичној употреби, на писани нумерички систем који користи арапске цифре као бројеве са основом 10 („децималном”) позиционе нотације; међутим, сваки нумерички систем базиран на степену од 10, e.g., грчки, ћирилични, римски, или кинески бројеви могу концептуално бити описани као „децимална нотација” или „децимална репрезентација”.
Модерне методе за четири фундаменталне операције (сабирање, одузимање, множење и дељење) је први је измислио Брамагупта у Индији. То је било познато у средњовековној Европи као Modus Indoram или метод Индуса. Позициона нотација (такође позната као „нотација места и вредности”) односи се на представљање и кодирање бројева користећи исти симбол за различите редове величине (нпр., „место јединица”, „место десетица”, „место стотина”) и, са радијском тачком, користећи те исте симболе за представљање фракција (нпр., „место десетих делова”, „место стотих делова”). На пример, 507,36 означава 5 стотина (102), плус 0 десетица (101), плус 7 јединица (100), плус 3 десетине (10−1), плус 6 стотине (10−2).
Концепт 0 као броја упоредивог са другим основним цифрама је есенцијалан за ову нотацију, као што је и концепт употребе нуле за резервисање места, и дефиниција множења и сабирања са нулом. Употреба нуле за резервисање места и стога употреба позиционе нотације је први пут забележена у ђаинизанском тексту из Индије са насловом Локавибхага, из 458. године и тек је раном 13. веку овај концепт, пренет преко учењака арапског света. У Европу га је увео Фибоначи користећи индуско–арапски бројевни систем.
Алгоризам се састоји од правила за извођење аритметичких прорачуна користећи овај тип писаних цифара. На пример, сабирање производи суму два арбитрарна броја. Резултат се израчунава понављањем додавања појединачних цифара из сваког броја које заузимају исту позицију, идући здесна налево. Табела додавања са десет редова и десет колона приказује све могуће вредности свих сума. Ако једна индивидуална сума премаши вредност 9, резултат се представља са две цифре. Цифра с десне стране је вредност за тренутну позицију, а резултат накнадног додавања цифара с леве стране се повећава за вредност друге (леве) цифре, која је увек једнака јединици. Ово прилагођавање се назива преношењем вредности 1.
Процес множења два арбитрарна броја је сличан процесу сабирања. Табела множења са десет редова и десет колона наводи резултате за сваки пар цифара. Ако један индивидуални производ пара цифара премаши 9, преносно подешавање повећава резултат сваког наредног множења цифара на левој страни за вредност која је једнака другој (левој) цифри, што може да буде било која вредност у опсегу од 1 до 8 (9 × 9 = 81). Додатни кораци дефинишу финални резултат. Сличне технике постоје за одузимање и дељење.
Креирање коректног процеса за множење се ослања на односе између вредности суседних цифара. Вредност било које појединачне цифре броја зависи од њене позиције. Исто тако, свака позиција са леве стране представља вредност која је десет пута већа од дате позиције. У математичком смислу, експонент за базу од 10 се повећава за 1 (налево) и смањује за 1 (надесно). Стога је вредност било које арбитрарне цифре помножена вредношћу облика 10 при чему је n цео број. Листа вредности које кореспондирају свим могућим позицијама појединачних цифри се пише као  {..., 102, 10, 1, 10−1, 10−2, ...}.
Поновљено множење било које вредности у овој листи са 10 производи другу вредност на листи. У математичкој терминологији, ова карактеристика се дефинише као затвореност, и претходна листа се описује као затворена под множењем. Ово је основа за коректно налажење резултата множења користећи претходне технике. Овај исход је један од примера употребе теорије бројева.